# Arcangèle Tadini
Arcangèle Tadini (Verolanuova, 12 octobre 1846 - Botticino, 20 mai 1912) est un prêtre catholique italien fondateur des sœurs ouvrières de la Sainte Maison de Nazareth et de l'association Ouvrière de Secours Mutuel et reconnu saint par l'Église catholique.

## Vie et œuvre
De famille aisée, Tadini entre encore jeune au séminaire de Brescia y rejoignant un de ses frères qui s'y trouve déjà. Il est ordonné prêtre en 1870. Il est d'abord nommé vicaire à Lodrino, puis il est aumônier au sanctuaire de Santa Maria de la Nuez à Brescia. Enfin, il arrive comme curé archiprêtre à Botticino.
En cette époque de révolution industrielle, Arcangèle prend conscience, à la lecture de l'Encyclique Rerum Novarum, du pape Léon XIII, des difficultés matérielles et morales de la classe ouvrière.
Utilisant des ressources financières personnelles, Tadini construit une usine de textile, et fait construire une maison d'accueil pour les ouvrières. Parallèlement, il fonde l'association ouvrière de secours mutuel, pionnière dans le domaine social ouvrier qui procure une aide aux ouvriers en cas de maladie ou d'accident et la congrégation des religieuses ouvrières de la Sainte Maison de Nazareth dont la vocation est le travail manuel dans les usines, aux côtés des ouvrières laïques, afin de leur procurer éducation et soutien moral.
La dernière période de sa vie est marquée par la souffrance physique ; ce qui ne l'empêche pas de rester fidèle à son ministère auprès de la classe ouvrière. Tadini meurt le 20 mai 1912.

## Reconnaissance
- Arcangèle Tadini est béatifié le 3 octobre 1999 par le pape Jean-Paul II et canonisé le 26 avril 2009 par Benoît XVI, sa fête est fixée au 20 mai.

## Source
- (it) Article d'Antonio Borrelli dans Santi e Beati